# Schwabhausen (Bajorország)
Schwabhausen település Németországban, azon belül Bajorországban. Lakosainak száma 6546 fő (2023. december 31.).

## Népesség
A település népessége az elmúlt években az alábbi módon változott:
| Lakosok száma | 292  | 854  | 2908 | 3648 | 6146 | 6318 | 6474 | 6466 | 6480 | 6546 |
|               | 1875 | 1950 | 1975 | 1987 | 2012 | 2014 | 2016 | 2017 | 2021 | 2023 |